# UFC 51
UFC 51: Super Satyrday foi um evento de artes marciais mistas promovido pelo Ultimate Fighting Championship, ocorrido no Mandalay Bay Events Center em Paradise, Nevada. O evento foi transmitido ao vivo no pay-per-view e mais tarde lançado para DVD.

## Resultados
Nota 1 Pelo Cinturão Peso-Pesado Interino do UFC.

Nota 2 Pelo Cinturão Peso-Médio Vago do UFC.